# 大波尔钦
大波尔钦（德語：Groß Polzin）是德国梅克伦堡-前波美拉尼亚州的市镇，隶属于前波美拉尼亚-格赖夫斯瓦尔德县。总面积为29.57平方千米，截至2023年12月31日总人口为392人。